# 核鹼基
核鹼基（英語：nucleobase）又称含氮鹼基（nitrogenous base），生物學常簡稱鹼基（base），是一類性質為鹼性且擁有氮的化合物，也是在DNA和RNA中起配对作用的部分。例如嘧啶類是核碱基，胺類是最典型的含氮鹼基；核碱基与含氮碱基两者称呼只是强调重点不同而已，前者以生物学的角度强调此碱在核苷酸中，后者以化学的角度强调此有机碱含有氮原子。
核鹼基都是杂环化合物，其氮原子位于环上或取代氨基上，其中一部分（取代氨基，以及嘌呤环的1位氮、嘧啶环的3位氮）直接参與碱基配对。
常見的核鹼基共有5种：胞嘧啶（缩写C）、鸟嘌呤（G）、腺嘌呤（A）、胸腺嘧啶（T，通常為DNA专有）和尿嘧啶（U，通常為RNA专有）。腺嘌呤和鸟嘌呤属于嘌呤族（缩写作R），它们具有双环结构。胞嘧啶、尿嘧啶、胸腺嘧啶属于嘧啶族（Y），它们的环系是一个六元杂环。RNA中，尿嘧啶取代了胸腺嘧啶的位置。胸腺嘧啶比尿嘧啶多一个5位甲基，这个甲基增大了遗传的准确性。
| 鸟嘌呤（G）                   | 腺嘌呤（A）                                               | 腺嘌呤（A）                                               |
|                               |                                                           |                                                           |
| {\displaystyle \Updownarrow } | {\displaystyle {\text{DNA}}\ \Updownarrow \ {\text{RNA}}} | {\displaystyle {\text{DNA}}\ \Updownarrow \ {\text{RNA}}} |
| 胞嘧啶（C）                   | 胸腺嘧啶（T）                                             | 尿嘧啶（U）                                               |
|                               |                                                           |                                                           |

## 核鹼基的形式
核碱基有酮式和烯醇式，可以互相转换。在生理pH条件下一般为酮式。

## 主要核鹼基與核苷的結構
核碱基通过糖苷键与核糖或脱氧核糖的1位碳原子相连而形成的化合物叫核苷。核苷再与磷酸结合就形成核苷酸，磷酸基接在五碳糖的5位碳原子上。
| 核鹼基 | 腺嘌呤 | 鸟嘌呤 | 胸腺嘧啶 | 胞嘧啶 | 尿嘧啶 |
| 核苷   | 腺苷 A | 鳥苷 G | 胸苷 T   | 胞苷 C | 尿苷 U |

## DNA與RNA含不同核鹼基
- DNA，包括：腺嘌呤、胸腺嘧啶、胞嘧啶和鳥嘌呤。
- RNA，包括：腺嘌呤、尿嘧啶、胞嘧啶和鳥嘌呤。

## 核鹼基的配对

### DNA
核鹼基位於DNA二股上，而重要的是二股上的鹼基會互相連結：腺嘌呤与胸腺嘧啶配对、鸟嘌呤与胞嘧啶的配对，这样两两通过氢键的配对稱为“鹼基對”，如图：
|  |  |

腺嘌呤与胸腺嘧啶之间的配对只有两根氢键，而鸟嘌呤与胞嘧啶之间的配对有三根，因此含有G-C碱基对较多的DNA较为稳定。

## 简拼核碱基符号
| 符号 | 代替碱基 |
| ---- | -------- |
| R    | A/G      |
| Y    | C/T      |
| M    | A/C      |
| K    | G/T      |
| S    | G/C      |
| W    | A/T      |
| H    | A/T/C    |
| B    | G/T/C    |
| V    | G/A/C    |
| D    | G/A/T    |
| N    | A/G/C/T  |

## 中间产物
| 核鹼基 | 次黄嘌呤 | 黄嘌呤 | 7-甲基鸟嘌呤   | 5,6-二氢尿嘧啶 |
| 核苷   | 次黄苷 I | 黄苷 X | 7-甲基鸟苷 m7G | 二氢尿苷 D     |

## 新四大核碱基
近几年有人将表观遗传学修饰的5-甲基胞嘧啶（5mC）称为第5种碱基，5-羟甲基胞嘧啶（5hmC）称为第6种碱基。2011年研究人员发现了第7种DNA碱基「5-甲酰基胞嘧啶」（5fC），和第8种「5-羧基胞嘧啶」（5caC）。这几种碱基实际上都是由胞嘧啶经由Tet蛋白修饰后形成。人类和小鼠干细胞都拥有Tet蛋白，Tet蛋白是重新编程已经分化的细胞的一种重要功能蛋白。
- 第5种碱基：5-甲基胞嘧啶
- 第6种碱基：5-羟甲基胞嘧啶
- 第7种碱基：5-甲酰基胞嘧啶（英语）
- 第8种碱基：5-羧基胞嘧啶（英语）

## 参看
- 碱基对
- 核苷
- 核苷酸
- DNA
- RNA